# Hartley Wintney FC
Hartley Wintney FC (celým názvem: Hartley Wintney Football Club) je anglický fotbalový klub, který sídlí ve vesnici Hartley Wintney v nemetropolitním hrabství Hampshire. Založen byl v roce 1897. Od sezóny 2018/19 hraje v Southern Football League Premier Division South (7. nejvyšší soutěž). Klubové barvy jsou oranžová a černá.
Své domácí zápasy odehrává na stadionu The Memorial Playing Fields s kapacitou 2 000 diváků.

## Úspěchy v domácích pohárech
Zdroj: 
- FA Cup
  - 4. předkolo: 2013/14
- FA Trophy
  - 1. kolo: 2017/18
- FA Vase
  - 5. kolo: 2015/16

## Umístění v jednotlivých sezonách
Stručný přehled
Zdroj: 
- 1978–1979: Home Counties League
- 1979–1981: Combined Counties League
- 1981–1982: Combined Counties League (Western Division)
- 1982–2003: Combined Counties League
- 2003–2005: Combined Counties League (Premier Division)
- 2005–2008: Combined Counties League (Division One)
- 2008–2009: Combined Counties League (Premier Division)
- 2009–2012: Combined Counties League (Division One)
- 2012–2017: Combined Counties League (Premier Division)
- 2017–2018: Southern Football League (Division One East)
- 2018–2023: Southern Football League (Premier Division South)

Jednotlivé ročníky
Zdroj: 
Legenda: Z - zápasy, V - výhry, R - remízy, P - porážky, VG - vstřelené góly, OG - obdržené góly, +/- - rozdíl skóre, B - body, červené podbarvení - sestup, zelené podbarvení - postup, fialové podbarvení - reorganizace, změna skupiny či soutěže
| Sezóny  | Liga                                              | Úroveň | Z  | V  | R  | P  | VG  | OG  | +/- | B   | Pozice |
| ------- | ------------------------------------------------- | ------ | -- | -- | -- | -- | --- | --- | --- | --- | ------ |
| 2009/10 | Combined Counties League (Division One)           | 10     | 40 | 22 | 7  | 11 | 95  | 59  | +36 | 73  | 5.     |
| 2010/11 | Combined Counties League (Division One)           | 10     | 36 | 18 | 7  | 11 | 64  | 50  | +14 | 61  | 7.     |
| 2011/12 | Combined Counties League (Division One)           | 10     | 34 | 23 | 7  | 4  | 99  | 44  | +55 | 76  | 3.     |
| 2012/13 | Combined Counties League (Premier Division)       | 9      | 42 | 13 | 4  | 25 | 71  | 107 | -36 | 43  | 19.    |
| 2013/14 | Combined Counties League (Premier Division)       | 9      | 42 | 20 | 5  | 17 | 94  | 77  | +17 | 65  | 7.     |
| 2014/15 | Combined Counties League (Premier Division)       | 9      | 40 | 16 | 5  | 19 | 56  | 77  | -21 | 53  | 9.     |
| 2015/16 | Combined Counties League (Premier Division)       | 9      | 42 | 34 | 4  | 4  | 126 | 39  | +87 | 106 | 1.     |
| 2016/17 | Combined Counties League (Premier Division)       | 9      | 44 | 35 | 6  | 3  | 131 | 41  | +90 | 111 | 1.     |
| 2017/18 | Southern Football League (Division One East)      | 8      | 42 | 26 | 4  | 12 | 96  | 53  | +43 | 82  | 4.     |
| 2018/19 | Southern Football League (Premier Division South) | 7      | 42 | 17 | 12 | 13 | 82  | 70  | +12 | 63  | 8.     |
| 2019/20 | Southern Football League (Premier Division South) | 7      | 27 | 10 | 6  | 11 | 38  | 39  | -1  | 36  | 16.    |
| 2020/21 | Southern Football League (Premier Division South) | 7      | 6  | 1  | 3  | 2  | 5   | 9   | -4  | 6   | 14.    |
| 2021/22 | Southern Football League (Premier Division South) | 7      | 42 | 13 | 5  | 24 | 56  | 75  | -19 | 44  | 18.    |
| 2022/23 | Southern Football League (Premier Division South) | 7      | 42 | 8  | 8  | 26 | 40  | 76  | -36 | 32  | 22.    |